# ノースロップ・グラマン・イノベーション・システムズ
ノースロップ・グラマン・イノベーション・システムズ (英語: Northrop Grumman Innovation Systems) は、アメリカ合衆国の航空宇宙・防衛企業である。ノースロップ・グラマンの子会社であり、2018年に買収されたオービタルATK (Orbital ATK Inc.) が元となっている。オービタルATK自体も2015年に合併により誕生した企業で、オービタル・サイエンシズとアライアント・テックシステムズ (ATK) の航空宇宙部門をルーツとしている。ペガサス・ロケットの打ち上げのためロッキードL-1011トライスターを1機運用しているが、同社が世界最後の同機のオペレーターである。
オービタルATKは、4セグメント型のスペースシャトル固体燃料補助ロケットを元にスペース・ローンチ・システム用の5セグメント型固体燃料ブースターを開発する契約を引き継いでいる。

## 沿革
2014年4月29日にオービタル・サイエンシズとアライアント・テックシステムズ (ATK) の航空宇宙部門を合併することが発表された。元々この2社は400基にもおよぶATKのロケットモーターをオービタル・サイエンシズの打ち上げ機に採用するなど、協力することが多かった。
合併手続きは2015年2月9日に完了し、オービタルATK (Orbital ATK Inc.) が設立した。同時にATKのスポーツ用品事業がVista Outdoorとして分社された。
2017年9月18日、ノースロップ・グラマンに負債を含め92億ドルで買収されることが発表された。買収は2018年6月5日に完了し、オービタルATKからノースロップ・グラマン・イノベーション・システムズ (Northrop Grumman Innovation Systems) へと移行した。

## 組織

### フライトシステムグループ
アリゾナ州チャンドラーに拠点を置き、ペガサス、ミノタウロス、アンタレスなどの打ち上げ機や固体燃料ロケット等を担当する。

### 防衛システムグループ

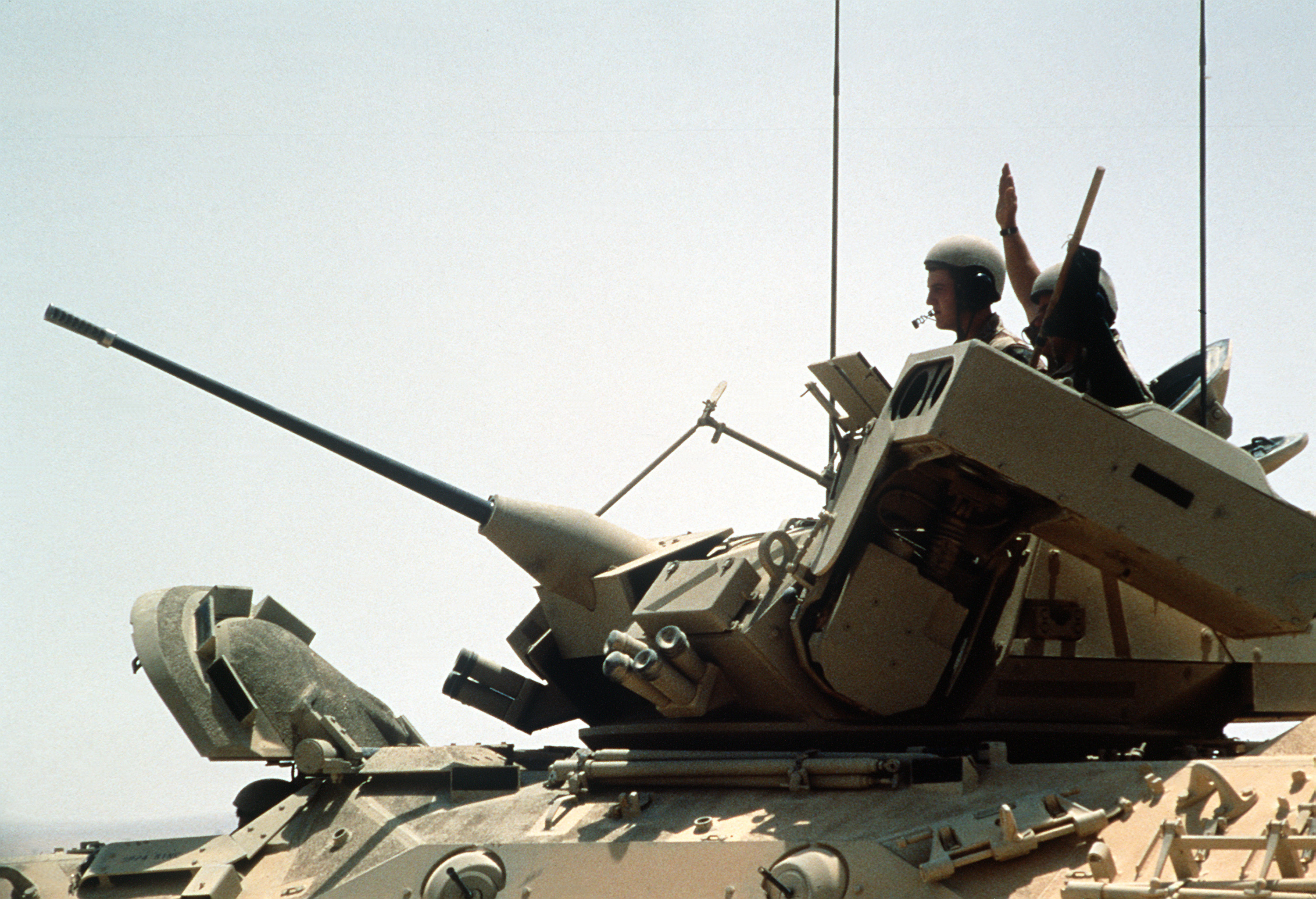
M2ブラッドレー歩兵戦闘車に搭載されるM242 ブッシュマスターはオービタルATKの製品である。

防衛システムグループはメリーランド州ボルチモアに拠点を置き、戦術ミサイルや防衛用電子機器、 中・大口径砲/弾薬を担当する。また、戦術ミサイルや弾薬の信管および弾頭も製造している。
その他、中・大口径砲/弾薬や軍用機、装甲戦闘車両、ミサイルシステムに用いる精密金属部品および複合材部品の製造、中口径弾薬の装薬・組立・梱包、ミサイルキャニスターや民生市場向け推進薬および火薬製造なども行っている。

### 宇宙システムグループ

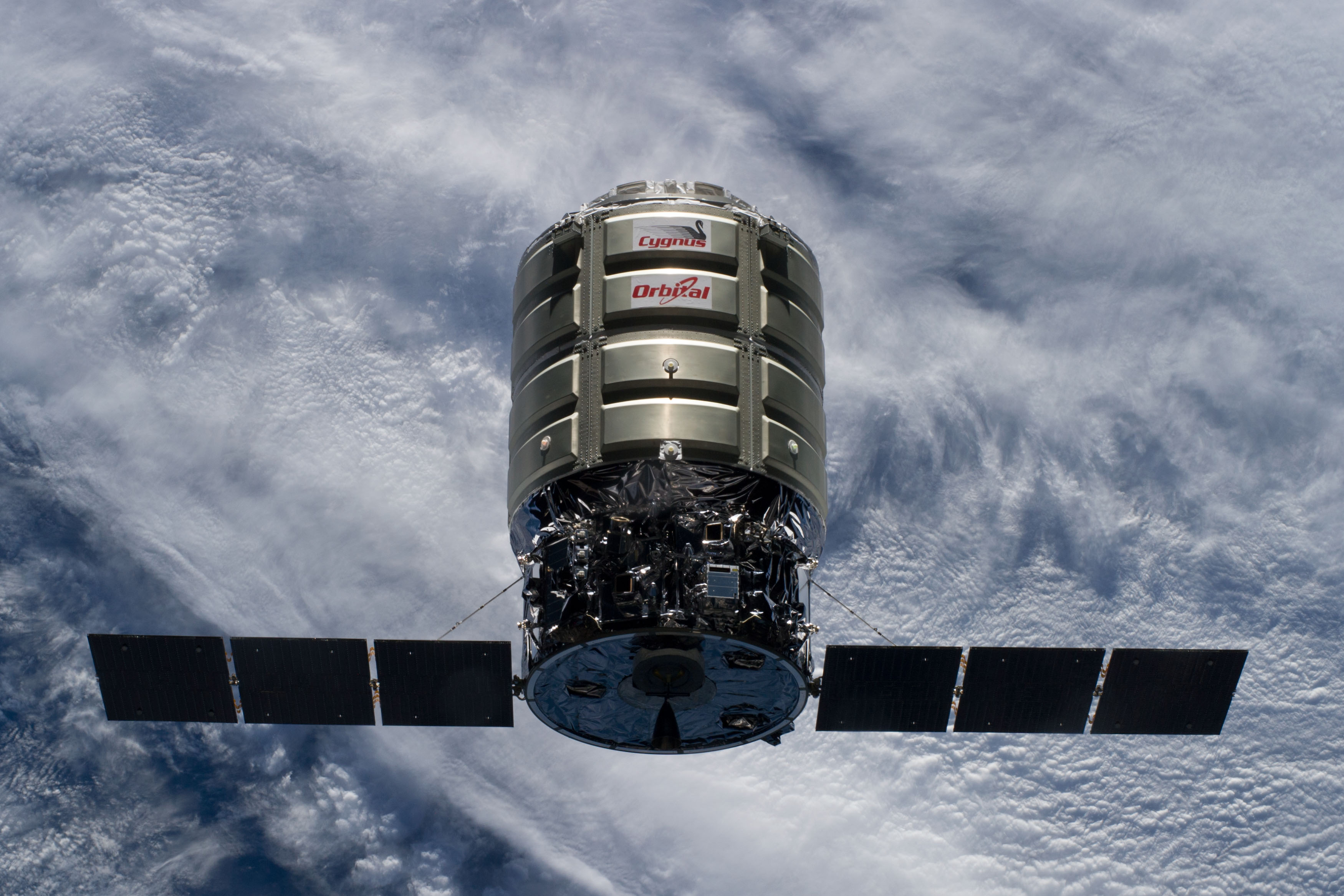
NASAに代わってISSへの補給を担うシグナス無人宇宙補給機

バージニア州ダレスに本部があり、宇宙システムグループは商用衛星・科学探査衛星・軍事衛星等の衛星システムを担当している。また、国際宇宙ステーションへの貨物輸送を担うシグナス宇宙船も担当する。